# Curtara incora
Curtara incora är en insektsart som beskrevs av Delong 1980. Curtara incora ingår i släktet Curtara och familjen dvärgstritar. Inga underarter finns listade i Catalogue of Life.